# Грохольский, Николай Мартынович
граф Николай Мартынович Грохольский — подольский губернатор (1823—1831), рязанский губернатор (1831), действительный статский советник (с 1827).

## Семья
- Отец: Мартин Грохольский (1727—1807) — граф из рода Грохольских, последний воевода брацлавский (1790—1795), хорунжий брацлавский с 1772 года, винницкий с 1762 года, брацлавский с 1772 года, динабургский с 1760 года, участник Четырёхлетнего сейма, каштелян брацлавский с 1774 года.
- Мать: Цецилия Холоневская
- Братья:
  - Ян, обозный коронный
  - Адам, убит в Битве под Мацеёвицами
  - Михал, староста звенигородский
  - Людвик
- Три сестры, были замужем за дворянами из родов Потоцких, Замойских и Четвернинских.

## Биография
- подольский вице-губернатор 1819 г.
- подольский губернатор 31.12.1823—22.02.1831
- рязанский губернатор 12.02.1831—21.06.1831